# Сферы: Песни пространства-времени
«Сфе́ры: Пе́сни простра́нства-вре́мени» (англ. Spheres: Songs of Spacetime) — американский VR-сериал, состоящий из трёх частей, сюжет которого переносит зрителя в захватывающее путешествие по космосу, а также звукам, которые там можно услышать. Режиссёр — Элиза Макнитт, продюсер — Даррен Аронофски. В озвучке приняли участие Милли Бобби Браун, Джессика Честейн и Патти Смит. Шоу стало первым проектом виртуальной реальности (VR), получившим семизначную дистрибьюторскую сделку после того, как его приобрела компания City Lights на кинофестивале «Сандэнс», что в свою очередь вызвало повышенный интерес со стороны СМИ к состоянию индустрии VR-кино.

## Синопсис
Трёхсерийный опыт виртуальной реальности, который переносит зрителя в самые глубокие уголки Вселенной, её истокам и песням.

## Роли озвучивали
| Актёр             | Роль                                               |
| ----------------- | -------------------------------------------------- |
| Милли Бобби Браун | Рассказчик сегмент 1: «Хор космоса»                |
| Джессика Честейн  | Рассказчик сегмент 2: «Песни пространства-времени» |
| Патти Смит        | Рассказчик сегмент 3: «Бледно-голубая точка»       |